# Clit 007

Clit 007 est une revue trimestrielle suisse francophone faite par et pour la communauté lesbienne, publiée de 1981 à 1986.

## Historique
La revue Clit 007 (Concentré lesbien irrésistiblement toxique) a été fondée à Genève en 1981 par le collectif de lesbiennes politique Vanille-Fraise, issu de la scission avec le groupe féministe genevois L'Insoumise,. Diffusée par vente directe ou par abonnement en Suisse et en France, la revue publie des textes politiques féministes lesbiens, des témoignages, des reportages sur la condition lesbienne dans le monde, mais aussi des textes, image ou montages à vocation artistiques et des petites annonces. La ligne éditoriale de la revue est une ligne lesbienne radicale, opposée aussi bien à l'hétéro-féminisme qu'à la mixité homosexuelle. 
La rédaction de la revue est collective et, si la figure du Mouvement de libération des femmes genevois Rina Nissim ou l'autrice et éditrice Claire Sagnières y participent, toutes les autrices contribuent de manière anonyme en raison de leur opposition à la propriété privée.
Entre 1985 et 1986, Clit 007 devient Clit International et assure la publication du bulletin du service international d'information lesbienne. La revue est alors publiée en espagnol, français et anglais,.
En 1986 la publication du fanzine cesse, bien qu'il soit devenu un centre de rassemblement des lesbiennes francophones.
En 2022, la Haute École d'Art et de Design expose les 22 numéros de Clit007 dans le cadre de l'exposition Un fort courant chaud de lesbiennes perturbe l’ouest de la Suisse», consacrée à l'histoire des lesbiennes genevoises à travers le regards des archives. 

### Fonds d'archives
- Fonds Clit 007 ; concentré lesbien irrésistiblement toxique, fonds d'archives du MLF MLF-GE/S2/D20. Archives contestataires, Genève ([présentation en ligne]).